# Bahnstrecke Leipzig-Plagwitz–Leipzig Miltitzer Allee
| Streckennummer: | 6052                 |                                                             |                                                             |
| Kursbuchstrecke (DB): | 501.1                |                                                             |                                                             |
| Streckenlänge: | 4,108 km             |                                                             |                                                             |
| Spurweite: | 1435 mm (Normalspur) |                                                             |                                                             |
| Streckenklasse: | D4                   |                                                             |                                                             |
| Stromsystem: | 15 kV, 16,7 Hz ~     |                                                             |                                                             |
| Streckengeschwindigkeit: | 100 km/h             |                                                             |                                                             |
| |                      |                                                             |                                                             |
| \| \| \| von Leipzig Hbf \| \| \| \| 0,325 \| Leipzig-Plagwitz \| 118 m \| \| \| \| Verbindungsgleise von Leipzig-Plagwitz Industriebf. \| \| \| \| \| nach Pörsten, nach Saalfeld und nach Markkleeberg-Gaschwitz \| \| \| \| \| Leipzig-Plagwitz–Leipzig-Lindenau \| \| \| \| \| Awanst Leipzig Brünner Straße (Kirow Leipzig) \| \| \| \| 1,866 \| Leipzig Grünauer Allee \| Leipzig Grünauer Allee \| \| \| 2,710 \| Leipzig Allee Center \| Leipzig Allee Center \| \| \| 3,622 \| Leipzig Karlsruher Straße \| Leipzig Karlsruher Straße \| \| \| 4,433 \| Leipzig Miltitzer Allee \| Leipzig Miltitzer Allee \| |                      |                                                             |                                                             |
| Strecke |                      | von Leipzig Hbf                                             | von Leipzig Hbf                                             |
| Bahnhof | 0,325                | Leipzig-Plagwitz                                            | 118 m                                                       |
| Abzweig geradeaus und ehemals nach links |                      | Verbindungsgleise von Leipzig-Plagwitz Industriebf.         | Verbindungsgleise von Leipzig-Plagwitz Industriebf.         |
| Abzweig geradeaus und nach links |                      | nach Pörsten, nach Saalfeld und nach Markkleeberg-Gaschwitz | nach Pörsten, nach Saalfeld und nach Markkleeberg-Gaschwitz |
| Kreuzung geradeaus oben |                      | Leipzig-Plagwitz–Leipzig-Lindenau                           | Leipzig-Plagwitz–Leipzig-Lindenau                           |
| Abzweig geradeaus und von rechts |                      | Awanst Leipzig Brünner Straße (Kirow Leipzig)               | Awanst Leipzig Brünner Straße (Kirow Leipzig)               |
| Haltepunkt / Haltestelle | 1,866                | Leipzig Grünauer Allee                                      | Leipzig Grünauer Allee                                      |
| Haltepunkt / Haltestelle | 2,710                | Leipzig Allee Center                                        | Leipzig Allee Center                                        |
| Haltepunkt / Haltestelle | 3,622                | Leipzig Karlsruher Straße                                   | Leipzig Karlsruher Straße                                   |
| Kopfbahnhof Streckenende | 4,433                | Leipzig Miltitzer Allee                                     | Leipzig Miltitzer Allee                                     |

Die Bahnstrecke Leipzig-Plagwitz–Leipzig Miltitzer Allee ist eine zweigleisige elektrifizierte Hauptbahn in Sachsen. Sie verläuft von Leipzig-Plagwitz ins Plattenbaugebiet Leipzig-Grünau und ist in das Netz der S-Bahn Mitteldeutschland eingebunden. Die Strecke wurde jedoch aufgrund der Kürzung von SPNV-Mitteln von Ende April 2011 bis 14. Dezember 2013 nicht bedient.

## Geschichte
Die Bahnstrecke wurde ab Mitte der 1970er Jahre im Zuge des Aufbaus der Großwohnsiedlung in Leipzig-Grünau vom Bahnhof Leipzig-Plagwitz aus errichtet und dem Fortschritt der Bautätigkeit entsprechend in vier Teilschritten eröffnet. Ab dem 25. September 1977 führte sie zunächst bis zum Haltepunkt Hermann-Matern-Allee (ab September 1980: Grünauer Allee). Im Dezember 1980 erfolgte die Verlängerung zur Wilhelm-Pieck-Allee (später: Stuttgarter Allee, heute: Allee-Center), im Juni 1983 bis zur Ho-Chi-Minh-Straße (heute: Karlsruher Straße) und im Dezember 1983 schließlich bis zur Miltitzer Allee.
Die Einbindung in den Bahnhof Plagwitz erfolgte unter Nutzung der Bahnsteiggleise, die vorher für die Strecke nach Pörsten genutzt wurden. Der Platzmangel bedingte einen Bogen mit kleinem Radius, für die Herstellung der Zweigleisigkeit musste zusätzlich die Friedhofsmauer des Friedhofes Plagwitz versetzt werden. Das zweite Gleis wurde mit der Streckenverlängerung bis zum Haltepunkt Ho-Chi-Minh-Straße in Betrieb genommen. Am Haltepunkt Wilhelm-Pieck-Allee wurde in diesem Zusammenhang eine provisorische Abzweigstelle eingerichtet. Mit der Inbetriebnahme der Gesamtstrecke wurde aus dieser Abzweig- eine automatisierte Blockstelle. Der Endbahnhof Leipzig Miltitzer Allee erhielt ein elektromechanisches Stellwerk der Bauform E12/78 mit Hl-Lichtsignalen und eine zweigleisige Kehranlage, die jedoch im Regelbetrieb nur selten genutzt wurde. Ihre Trassierung mit einem Rechtsbogen war eine Vorleistung für den seinerzeit geplanten, aber nie ausgeführten Weiterbau zur Strecke Leipzig–Großkorbetha. Vorkehrungen für die eingleisige Betriebsführung bestanden bis zum Umbau des Bahnhofes Leipzig-Plagwitz nicht.

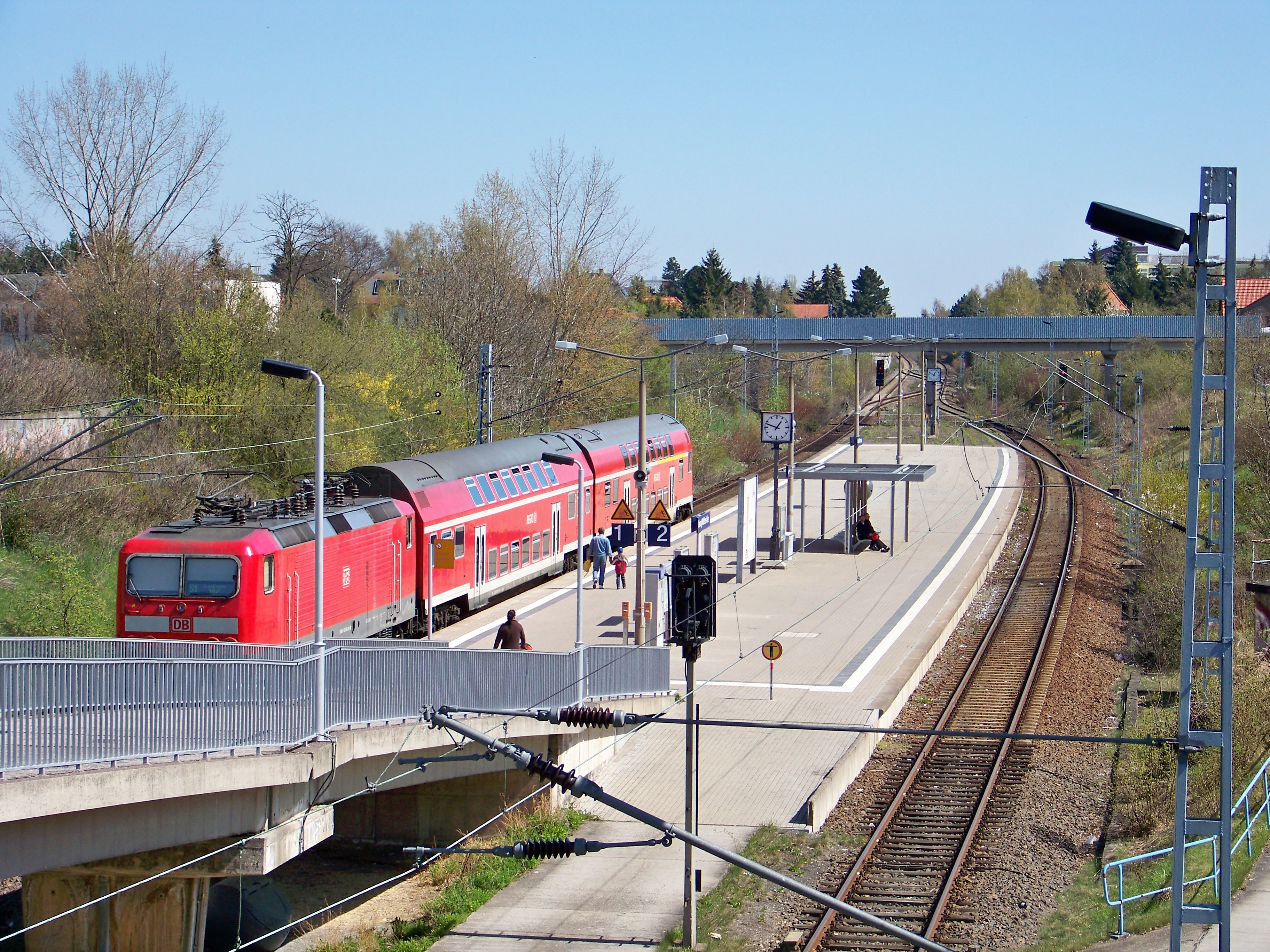
Bahnhof Miltitzer Allee mit Zug der Linie S1 (2010)

Die Strecke wurde zunächst von der Linie C der Leipziger S-Bahn bedient, welche zunächst von Plagwitz aus pendelte. Am 3. Juni 1984 erfolgte ein Linientausch mit der Linie A, die Züge wurden seitdem über den Leipziger Hauptbahnhof bis nach Gaschwitz durchgebunden. Mit dem Fahrplanwechsel vom 31. Mai 1992 erfolgte die Umbenennung der Linie in S1. Später wurde die Linie im Bahnhof Leipzig Hbf gebrochen.
Mit der Schließung des ehemals sächsischen Teils des Bahnhofs Leipzig-Plagwitz verlor das Maschinenbauunternehmen Kirow Leipzig seinen bisher genutzten Eisenbahnanschluss über die Strecke Plagwitz–Lindenau. Ersatzweise wurde im Richtungsgleis Leipzig-Plagwitz–Miltitzer Allee die Ausweichanschlussstelle Brünner Straße eingerichtet.
Aufgrund der Kürzung von SPNV-Mitteln durch den Freistaat Sachsen beschloss der zuständige Zweckverband für den Nahverkehrsraum Leipzig (ZVNL) im Februar 2011, die S-Bahn-Linie S1 und damit den Personenverkehr auf dieser Strecke vom 30. April 2011 an bis zur Eröffnung des City-Tunnels einzustellen. Danach wurde die Strecke in das neue Netz der S-Bahn Mitteldeutschland integriert. Bis dahin wurden die ersten drei Haltepunkte für insgesamt rund 2,5 Millionen Euro saniert, zusammen mit einer von April bis September 2013 erfolgenden grundhaften Erneuerung der Gleisanlagen wurden 10 Millionen Euro investiert. Im März 2013 beschloss der ZVNL die Wiederinbetriebnahme der Linie ab dem 15. Dezember 2013 mit einer Führung von Leipzig-Grünau durch den City-Tunnel bis Leipzig-Stötteritz beziehungsweise Wurzen.
In das beim Umbau des Bahnhofs Leipzig-Plagwitz entstandene elektronische Stellwerk der Bauart Thales wurde der Bahnhof Miltitzer Allee einbezogen, damit wurde auch auf dieser Strecke Gleiswechselbetrieb möglich. Die kurzfristige und dispositive Nutzung wird jedoch auch weiterhin durch die Seitenbahnsteige und ihre weit auseinanderliegenden Zugänge erschwert. Die Neutrassierung der Strecke Leipzig–Probstzella im Bahnhof Plagwitz ermöglichte, den Radius des Bogens der S-Bahn-Strecke nach Miltitzer Allee deutlich aufzuweiten. 
Seit dem Fahrplanwechsel im Dezember 2022 wird der Takt der Linie S1 durch die Linie S10, die in Leipzig Hbf auf den Hallengleisen endet, in der Hauptverkehrszeit auf einen Viertelstundentakt verdichtet.

## Streckenbeschreibung

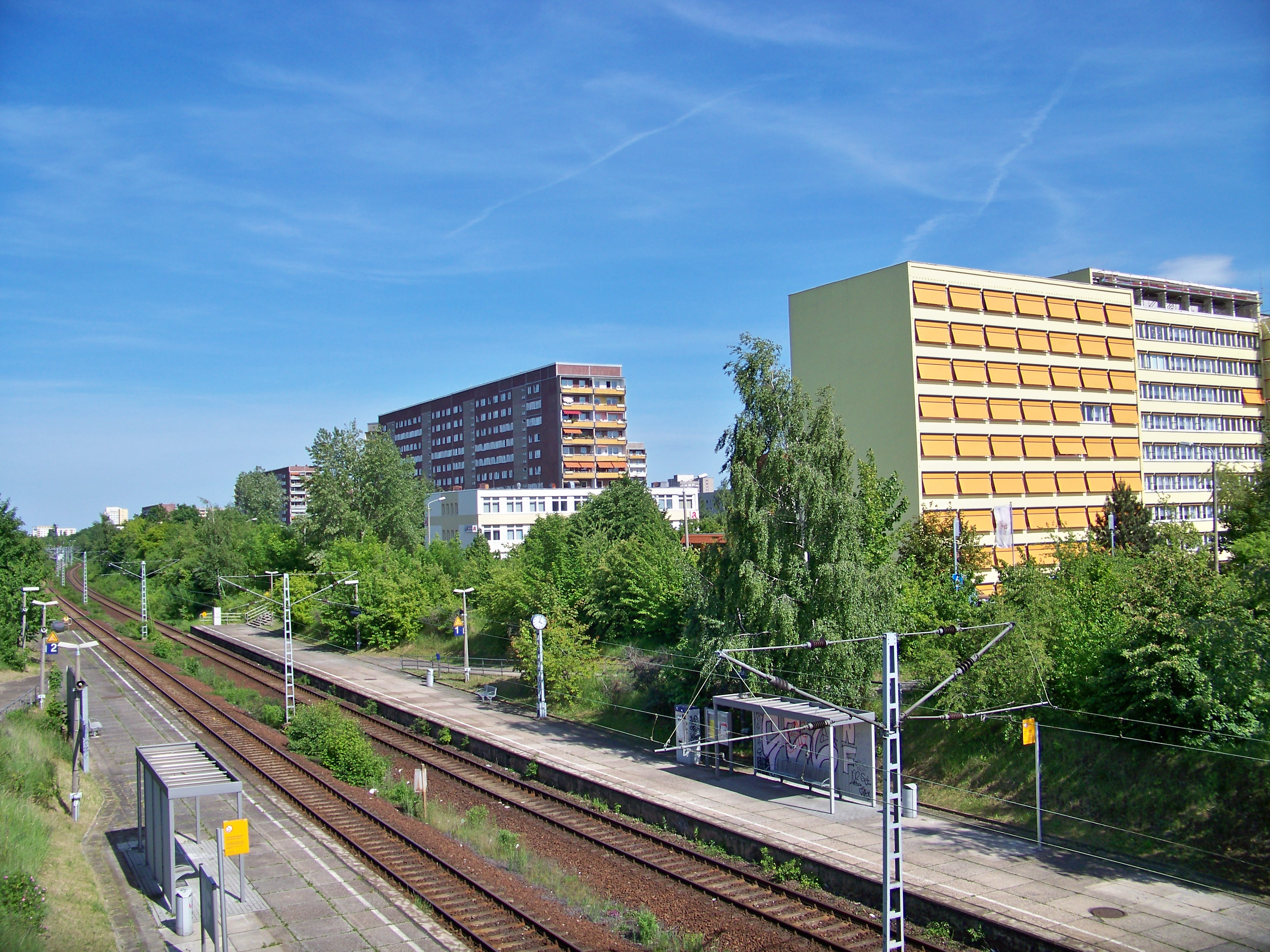
Haltepunkt Karlsruher Straße, eine der vier Stationen in Grünau

Die 4,6 Kilometer lange Bahnstrecke führt von Leipzig-Plagwitz aus in Richtung Westen. Im Einschnitt gelegen führt sie dabei zentral in Ost-West-Richtung durch das Plattenbaugebiet und endet an dessen westlichem Rand. Die insgesamt vier Stationen befinden sich jeweils in Höhe von Erschließungsstraßen oder -wegen, die in Nord-Süd-Richtung verlaufen und mittels Brücken die Bahntrasse kreuzen. Diese sind von Osten her gesehen nacheinander die Grünauer Allee, die Stuttgarter Allee, die Kiewer Straße und die Miltitzer Allee. Im Gegensatz zur ursprünglichen Konzeption sind nurmehr zwei der Stationen nach jenen Straßen benannt, namentlich Grünauer Allee und Miltitzer Allee. Der Haltepunkt an der Stuttgarter Allee ist nach dem benachbarten Einkaufszentrum Allee-Center benannt, der Haltepunkt an der Kiewer Straße heißt Karlsruher Straße. Zu DDR-Zeiten fanden andere Namen mit engem Bezug zum Sozialismus Verwendung.
Die Stationen entlang der Strecke wiesen vor der Modernisierung mit Ausnahme des Endbahnhofs Miltitzer Allee allesamt Seitenbahnsteige mit einer Höhe von 550 mm auf. Überdachung ist lediglich in Form von Wartehallen vorhanden. Der Zugang zu den Bahnsteigen erfolgt über Treppen und Rampen von den umliegenden Straßen und den genannten Brücken.
Im Gegensatz zu anderen Neubaugebieten am Rande deutscher Großstädte ist das übrige ÖPNV-Netz in Grünau nicht vorrangig auf die zentrale Schnellbahnstrecke ausgerichtet. Stattdessen verlaufen in jeweils rund einem Kilometer Abstand nördlich wie südlich parallel wichtige und gut ausgebaute Straßenbahnstrecken, die im Vergleich zur S-Bahn auch noch deutlich höhere Bedienfrequenzen aufweisen. Dieser Umstand macht sich bei der S-Bahn in vergleichsweise niedrigen Fahrgastzahlen bemerkbar.